# Gyraulus cockburni
Gyraulus cockburni е вид коремоного от семейство Planorbidae. Видът е критично застрашен от изчезване.

## Разпространение
Разпространен е в Йемен (Сокотра).